# 완비 원순서 집합
순서론에서 완비 원순서 집합(영어: complete preordered set, 약자 cpo)은 모든 사슬이 상한을 갖는 원순서 집합이다.

## 정의
원순서 집합 {\displaystyle (P,\lesssim )}에 대하여, 다음 조건들이 서로 동치이며, 이 조건을 만족시키는 {\displaystyle P}를 완비 원순서 집합이라고 한다.
- 모든 사슬의 상한이 존재한다.
- 모든 정렬 사슬의 상한이 존재한다.
- 최소 원소를 가지며, 모든 상향 집합의 상한이 존재한다.
- 최소 원소를 가지며, 표준적인 매장 {\displaystyle \downarrow \colon P\to \operatorname {Ideal} (P)}는 (얇은 작은 범주 사이의 함자로 여겼을 때) 왼쪽 수반 함자를 갖는다.
- 임의의 순서 보존 함수 {\displaystyle f\colon P\to P}의 고정점 집합 {\displaystyle \{a\in P\colon a\sim f(a)\}}은 최소 원소를 갖는다.[1]:20–21, Exercise O-2.20, Exercise O-2.21(iv)

완비 원순서 집합에서, 주 순서 아이디얼 {\displaystyle \downarrow \colon P\to \operatorname {Ideal} (P)}의 왼쪽 수반 함자는 순서 아이디얼의 상한
{\displaystyle \bigvee \colon \operatorname {Ideal} (P)\to P}
{\displaystyle {\bigvee }\dashv {\downarrow }}
이다.
보다 일반적으로, 순서수 {\displaystyle \alpha }가 주어졌을 때, 원순서 집합 {\displaystyle (P,\lesssim )}이 다음 조건을 만족시키면, {\displaystyle P}를 {\displaystyle \alpha }-완비 원순서 집합(영어: {\displaystyle \alpha }-complete preordered set)이라고 한다.
- 순서형 {\displaystyle \alpha } 미만의 모든 정렬 사슬의 상한이 존재한다.

두 완비 원순서 집합 {\displaystyle P}, {\displaystyle Q} 사이의 함수 {\displaystyle f\colon P\to Q}에 대하여, 다음 세 조건이 서로 동치이며, 이를 만족시키는 함수를 완비 원순서 집합의 사상이라고 한다.
- 사슬의 상한을 보존한다. 즉, 임의의 사슬 {\displaystyle C\subseteq P}에 대하여, {\displaystyle f\left(\bigvee C\right)=\bigvee f(C)}
- 최소 원소를 보존하며, 상향 집합의 상한을 보존한다. 즉, {\displaystyle f(\bot _{P})=\bot _{Q}}이며, 임의의 상향 집합 {\displaystyle D\subseteq P}에 대하여 {\displaystyle f\left(\bigvee D\right)=\bigvee f(D)}.
- 정의역과 공역 위에 스콧 위상을 부여하였을 때, 연속 함수이다.

완비 원순서 집합의 사상은 항상 순서 보존 함수이지만, 그 역은 성립하지 않는다.

## 성질
모든 완비 원순서 집합은 닫힌 원순서 집합이다. 따라서 초른 보조정리를 적용할 수 있다.
격자 {\displaystyle L}에 대하여, 다음 두 조건이 서로 동치이다.
- 완비 원순서 집합이다.
- 완비 격자이다.

즉, 완비 원순서 집합은 완비 격자의 개념을 일반화한다.

### 고정점
완비 원순서 집합 {\displaystyle (P,\lesssim )} 위의 순서 보존 함수 {\displaystyle f\colon P\to P}의 고정점 집합 {\displaystyle \{a\in P\colon a\sim f(a)\}}은 완비 원순서 집합이다. 이는 타르스키 고정점 정리를 일반화한다.
완비 원순서 집합 {\displaystyle (P,\lesssim )} 위의 순서 보존 함수들의 집합 {\displaystyle (f_{i}\colon P\to P)_{i\in I}}가 다음 조건을 만족시킨다고 하자.
{\displaystyle \forall i\in I\forall a\in P\colon a\leq f_{i}(a)}
그렇다면, {\displaystyle (f_{i})_{i\in I}}는 최소 공통 고정점을 갖는다.:21, Exercise O-2.22

### 범주론적 성질
완비 원순서 집합과 그 사상의 범주 {\displaystyle \operatorname {Cpo} }는 데카르트 닫힌 범주를 이룬다.

## 참고 문헌
1. 1 2  Gierz, Gerhard; Hofmann, Karl; Keimel, Klaus; Lawson, Jimmie; Mislove, Michael; Scott, Dana S. (2003). 《Continuous lattices and domains》. Encyclopedia of Mathematics and Its Applications (영어) 93. Cambridge: Cambridge University Press. doi:10.1017/CBO9780511542725. ISBN 978-0-521-80338-0. MR 1975381. Zbl 1088.06001.